# 目ざめよ!
目ざめよ!（めざめよ、英語 Awake!）はエホバの証人によって隔月発行されている雑誌である。表題の言葉は聖書のマルコ13章33節やルカ21章36節などに由来している。

## 歴史
『目ざめよ！』は国際聖書研究者（エホバの証人の旧称）によって1919年に月2回発行の雑誌として公表された、『黄金時代 (The Golden Age)』と呼ばれる雑誌に由来している。1937年には『慰め (Consolation)』に改名された。1946年から『目ざめよ! (Awake!)』という名で呼ばれる現在の雑誌が公表された。

## 構成
姉妹誌である『ものみの塔』誌が新世界訳聖書の研究や教義に焦点を合わせているのに対し、『目ざめよ!』はより広範な範囲を持ち、新世界訳聖書に言及しながら、科学、自然、地理など、信者以外の者が興味を持ちうる記事が掲載されている。
2006年から月刊誌となり（2016年より隔月刊誌）、より聖書に重点が置かれることになった。
『目ざめよ!』誌は全体が32ページあり、フルカラーで印刷されている。『ものみの塔』と同様、2013年より、16ページ化され、「若い人は尋ねる…」や「聖書の見方」、若い読者へのクイズ等は公式サイトのみに掲載されるようになった。
この雑誌の誌面構成は次の通りである。
- さまざまな人の経験、また自然、医療、科学技術、世界情勢などの特集。
- ニュース記事である「世界展望」
- 読者の声や感想を載せた、「読者の声」
- 裏には、「ものみの塔聖書冊子協会」の出版物の紹介とクーポン

## 発行
2016年から隔月発行に変更された。
2017年1月現在、平均発行部数6024.0万部で103の言語で発行され.、公式サイト上でオンラインMP3版も視聴できる。
更に2017年の年次総会で2018年より4カ月に1回発行(年に3回）と決定された。（協会からの2017/10/7付けの英語圏会衆の長老および巡回監督宛の手紙に記載）